# Pittosporum johnstonianum
Pittosporum johnstonianum är en tvåhjärtbladig växtart som beskrevs av Gowda. Pittosporum johnstonianum ingår i släktet Pittosporum och familjen Pittosporaceae. Utöver nominatformen finns också underarten P. j. glomerulatum.